# Зубко Георгій Юрійович
Георгій Юрійович Зубко (нар. 16 жовтня 1986; Севастополь) – колишній президент Федерації хокею України (2019-2024), колишній заступник Генерального директора з комерційної діяльності та стратегічного розвитку міжнародного аеропорту «Бориспіль», доктор юридичних наук.

## Життєпис
Георгій Зубко народився у Севастополі 16 жовтня 1986 року.
З юних років займався хокеєм, тренувався у складі дитячо-юнацьких команд «Сокіл» Київ та «Крижинка» Київ.

### Освіта
З 2003 по 2007 роки навчався в Київському Національному Університеті Внутрішніх Справ, отримав диплом з відзнакою за спеціальністю «Юрист-правознавець».
З 2007 по 2010 роки навчався в Київському Національному Університеті Внутрішніх Справ, отримав звання кандидата юридичних наук, захистив дисертацію на тему: «Маргінальність як вид правомірної поведінки».
З 2012 по 2018 навчався у Київському Національному Торговельно-Економічному Університеті, отримав звання «Магістр», спеціальність «Фінанси, банківська справа та страхування».
У 2015 навчався та закінчив школу державного управління Public Administration program (CAPS).
У 2021 році Георгій Зубко здобув науковий ступінь доктора юридичних наук за спеціальністю «Адміністративне право і процес; фінансове право; інформаційне право», захистивши дисертацію на тему «Адміністративно-правові засади державної інфраструктурної політики України». 

## Кар'єра
З 2012 по 2015 — Директор департаменту в ПАД ХК «Київміськбуд».
З 2012 року доцент та викладач на кафедрі адміністративного права, курс «Адміністративне право» у Київському Національному Університеті ім. Тараса Шевченка. 
У 2015 працював в Одеській обласній державній адміністрації, займав посаду директора департаменту транспорту і морегосподарського комплексу.
З 2016 по 2021 рік обіймав посаду заступника генерального директора з комерційної діяльності та розвитку інфраструктури ДП «Міжнародний аеропорт «Бориспіль».
У 2020–2023 роках був радником заступника керівника Офісу Президента України. 
У 2022 році обіймав посаду радника міністра у Міністерстві з питань стратегічних галузей промисловості України.

## Федерація хокею України
У 2019–2024 роках Георгій Зубко обіймав посаду президента Федерації хокею України.
Під час його президентства Федерацією хокею України було розроблено державну програму «Хокей України» щодо розбудови льодової інфраструктури в усіх регіонах України, яка увійшла до програми Президента України «Велике будівництво». У межах програми було затверджено будівництво 19 льодових арен загальною вартістю 5,4 млрд грн. 
Під час президентства Зубка національні збірні України досягли таких результатів:
- Національна чоловіча збірна України виграла чемпіонат світу в дивізіоні 1B у 2024 році; [15]
- Чоловіча національна збірна стала переможцем третього етапу кваліфікації до Олімпійських ігор 2026 року, що стало першим таким досягненням з 2002 року.[16]
- Молодіжна збірна України (U20) посіла друге місце у дивізіоні 1B у 2023 році; [17]
- Юнацька збірна України (U18) увійшла до топ-12 команд світу у 2024 році. [18]

У 2022 році, після початку повномасштабного вторгнення Росії в Україну, Федерація хокею України звернулася до Міжнародної федерації хокею (IIHF) із закликом відсторонити збірні та клуби Росії і Білорусі від участі в міжнародних змаганнях. У результаті IIHF ухвалила рішення про їхнє відсторонення від усіх турнірів під своєю егідою. 
У 2022 році Зубко заснував благодійний фонд «Українська хокейна мрія», спрямований на підтримку українських хокеїстів та відбудову зруйнованої льодової інфраструктури. 
Георгій Зубко став першим президентом Федерації хокею України, який офіційно зустрівся з комісіонером Національної хокейної ліги (NHL) Гарі Бетменом. 
У листопаді 2024 році Георгія Зубка звільнили з посади президента Федерації хокею України. Він заявив про рейдерське захоплення Федерації  та не визнав зміну керівництва.   Новим президентом Федерації хокею України став Сергій Мазур, власник хокейного клубу «Кременчук».

## Громадська діяльність
У 2014 році Георгій Зубко став співзасновником CAP School — освітньої ініціативи, спрямованої на підготовку майбутніх державних службовців. Програми школи охоплювали сфери громадянської та політичної освіти, підприємництва й корпоративного лідерства. 
У 2014–2016 роках був співзасновником громадської організації «Коло турботи», яка займалась гуманітарною допомогою в зону проведення АТО. 
У 2016–2019 роках Георгій Зубко обіймав посаду віце-президента Федерації хокею України. За цей час була заснована дитячо-юнацька хокейна школа «Беркут», яка стала п’ятиразовим чемпіоном України та призером відкритого чемпіонату Білорусі.

## Участь у територіальній обороні
У 2022 році, з перших днів повномасштабного російського вторгнення, Георгій Зубко вступив до лав територіальної оборони Києва, а пізніше склав військову присягу на вірність Україні. 
У 2023 році був нагороджений медаллю «За жертовність і любов до України», яку йому вручив Митрополит Київський і всієї України Епіфаній. 